# Microdontomerus fumipennis
Microdontomerus fumipennis är en stekelart som beskrevs av Crawford 1916. Microdontomerus fumipennis ingår i släktet Microdontomerus och familjen gallglanssteklar. Inga underarter finns listade i Catalogue of Life.